# Ruscus aculeatus
Ruscus aculeatus (còn được gọi là butcher's-broom) là một loài thực vật có hoa trong họ Măng tây có thể ăn được. Loài này được L. miêu tả khoa học đầu tiên năm 1753.
Ruscus aculeatus có nguồn gốc từ Tây và Nam Âu, phổ biến nhất ở miền nam nước Anh. Ruscus aculeatus có thân sọc, màu xanh, mọc thẳng, phân nhánh nhiều, cao 25–80 (100) cm, mọc thành bụi, đường kinh khoảng 2m. Lá có màu xanh đậm, cứng, có gai nhọn. Hầu hết là hoa đơn tính cùng gốc nhưng thỉnh thoảng có hoa lưỡng tính. Cây đực và cây cái có hình dáng rất giống nhau. Hoa 1–2, mọc ra từ nách của một lá bắc nhỏ ở giữa mặt trên của tán, mỗi hoa có một cuống ngắn. Bao hoa màu trắng xanh, dài khoảng 3 mm, xếp thành hai vòng, ba đoạn, có nhú. Hoa cái có cốc hình thành từ các sợi nhị dính nhau xung quanh bầu nhụy đơn thùy trên, có đầu nhụy dưới cuống. Hoa đực có ba nhị, sợi màu xanh hoặc tím, hợp nhất thành ống bao quanh bầu nhụy chưa phát triển. Quả mọng hình cầu màu đỏ tươi, 8–14 mm với 1–4 hạt lớn; khối lượng hạt 163 mg.

## Đặc điểm sinh trưởng
Cây có khả năng chịu bóng râm và chịu hạn đáng kể nhờ khả năng dẫn và thoát hơi nước thấp, đồng thời trữ nước trong các nhánh cây. Tuy nhiên, điều bất thường đối với một loại cây quang hợp có thân chịu hạn là nó lại thích môi trường râm mát.

## Thành phần
Các thành phần hoạt chất chính là saponin steroid ruscogenin và neoruscogenin, nhưng các thành phần khác đã được phân lập, bao gồm sapogenin và saponin steroid, sterol, triterpenes, flavonoid, coumarin, sparteine, tyramine và axit glycolic.

## Độc tính - tương tác
Ruscogenin không liên kết với protein huyết tương và được đào thải qua thận và mật. Thời gian bán hủy thải trừ là 16 đến 24 giờ. Không có thông tin đầy đủ về độc tính cấp tính của Ruscus aculeatus được cung cấp.
Chiết xuất Ruscus aculeatus có thể tương tác với các loại thuốc và thảo dược khác, chẳng hạn như thuốc chống dị ứng và thuốc thông mũi không kê đơn cũng như một số loại thuốc huyết áp. Nó cũng có thể làm giảm sự hấp thu các khoáng chất (đặc biệt là kẽm và sắt) vì nó có chứa saponin là hợp chất thực vật có thể hoạt động như chất phản dinh dưỡng.
Các chế phẩm từ chiết xuất Ruscus aculeatus không được khuyên dùng cho phụ nữ có thai và cho con bú, người đang dùng thuốc điều trị bệnh thận hoặc huyết áp.

## Công dụng
Ruscus aculeatus được sử dụng ở gia súc để điều trị bệnh viêm vú tại chỗ. Một sản phẩm kết hợp chứa chiết xuất mềm của Ruscus aculeatus và một chiết xuất chất lỏng thảo dược khác có sẵn ở EU dưới dạng thuốc mỡ chống sung huyết và chống viêm. Sản phẩm này được chỉ định điều trị chứng phù nề vú ở gia súc, cừu, ngựa và lợn để bôi tại chỗ 2 đến 3 lần một ngày. Sản phẩm thường được áp dụng trong 2 đến 3 ngày.
Trong y học dân gian Palestine, chiết xuất thân rễ được sử dụng bên ngoài để chữa các bệnh về da (Ali-Shtayeh và cộng sự, 1998), trong khi ở miền Trung nước Ý, nó được sử dụng để điều trị mụn cóc và chilblains (Guarrera, 2005). Ở Thổ Nhĩ Kỳ, thuốc sắc của nó được dùng để chữa bệnh chàm (Tuzlaci và Aymaz, 2001), sỏi thận và viêm thận (Kültür, 2007). Ở một số vùng của Ý, chế phẩm tương tự được sử dụng cho bệnh viêm đại tràng và tiêu chảy (Savo và cộng sự, 2011). Nó cũng được sử dụng tại chỗ để chống viêm và viêm khớp (Vieira, 2010).
Thành phần Ruscogenin trong chiết xuất Ruscus aculeatus có thể cải thiện vi tuần hoàn của các chi bằng cách co bóp cơ trơn tĩnh mạch và tăng cường sức căng tĩnh mạch. Vì vậy nó được ứng dụng để cải thiện các triệu chứng của bệnh suy tĩnh mạch mãn tính, chẳng hạn như đau nhức chân, nặng chân, chuột rút ở chân, cũng như liệu pháp hỗ trợ cho bệnh trĩ.
Theo nghiên cứu của đại học Washington tại Hoa Kỳ, đậu chổi có thể kích thích tăng sản sinh Noradrenaline làm tăng tác dụng co mạch.
Theo nghiên cứu của Vanscheidt W1 và các cộng sự vào năm 2002 trên 166 bệnh nhân bị suy giãn tĩnh mạch với liều 150 mg chiết xuất cây đậu chổi/ 2 lần ngày, so sánh với giả dược, kết quả cho thấy sau 2 tuần sử dụng đã có những chuyển biến giảm các triệu chứng bệnh. Những thay đổi trong các triệu chứng chủ quan cảm nhận được, đôi chân mệt mỏi nặng nề và cảm giác căng thẳng cải thiện đáng kể sau 12 tuần sử dụng.
Các sản phẩm thuốc dùng cho người được bán trên thị trường ở EU có chứa ruscugenines (0,8 g/100 g và 0,5 g/ 100 g thuốc mỡ, và thuốc đạn 8 mg và 10 mg). Những sản phẩm này được sử dụng trong điều trị tại chỗ các cơn bệnh trĩ.
Những công dụng mới hiện đại của loại cây này bao gồm việc sử dụng nó như một chất chống viêm và ngăn ngừa xơ vữa động mạch.

## Hình ảnh

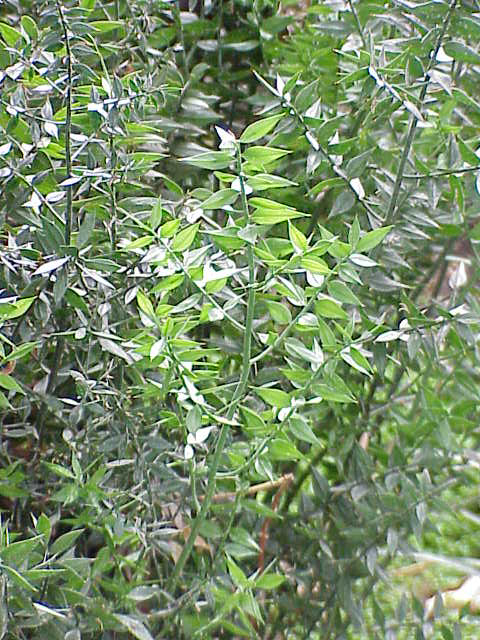
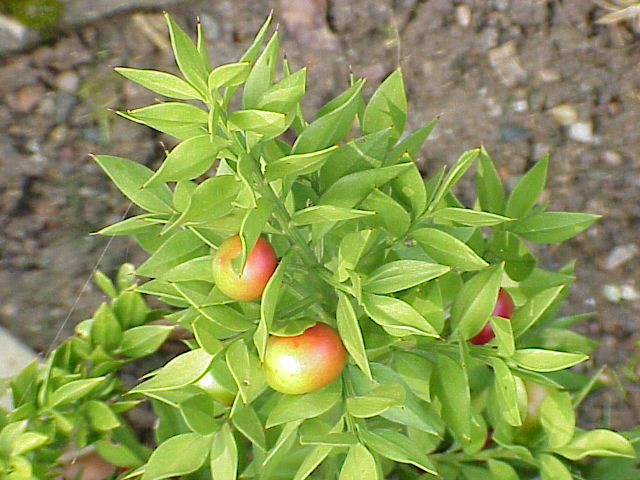
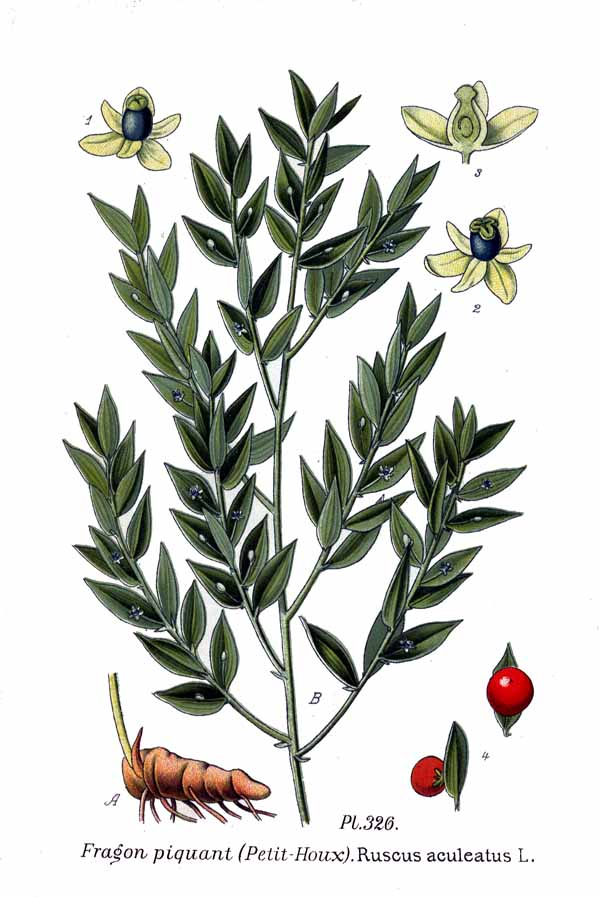
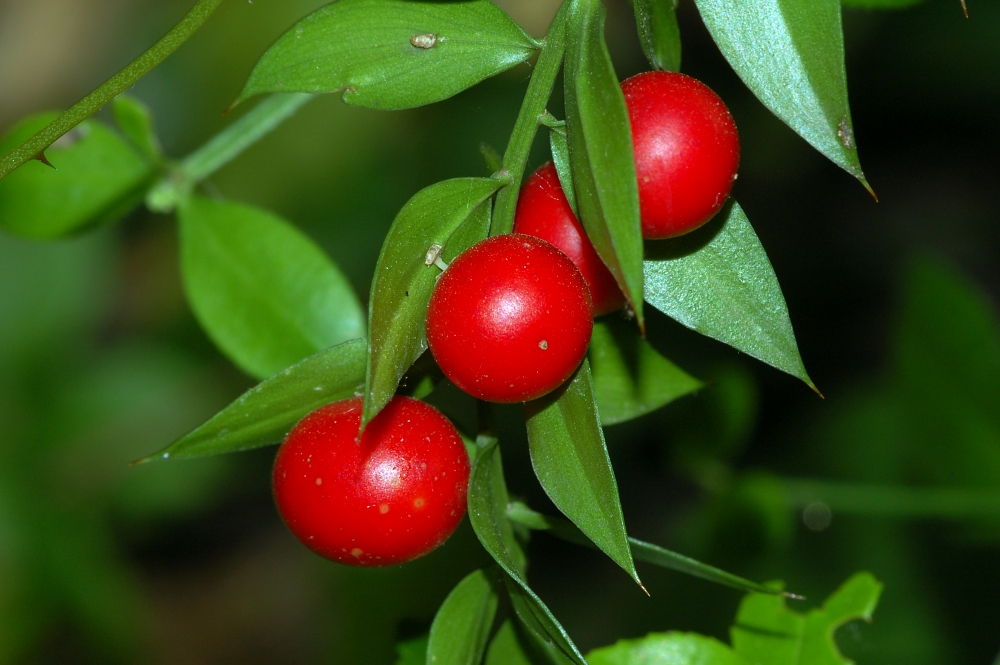